# 難波正
難波 正（なんば まさし、1859年5月14日（安政6年4月12日） - 1920年（大正9年）12月22日）は、元電気学会会長の工学博士。東京物理学講習所（後の東京物理学校、現在の東京理科大学）の創立者の一人である。京都の疏水を利用した発電法の考案のほか、蓄電池の研究・開発を行った。

## 経歴
- 1859年（安政6年） - 備前国岡山城下（現・岡山県岡山市）生まれ。
- 1873年（明治6年） - 開成学校（後の東京大学）に入学。
- 1875年（明治8年） - 東京大学仏語物理学科に入る。
- 1879年（明治12年）7月 - 東京大学仏語物理学科第2期卒業。仏ソルボンヌ大学留学[1]。
- 1881年（明治14年） - 東京物理学講習所の創立者の一人となる。
- 1885年（明治18年） - 東京物理学校維持同盟員となる。
- 1887年（明治20年）4月 - 第二高等中学校へ教諭兼教頭として赴任。
- 1898年（明治31年）8月 - 新設された京都帝国大学理工科大学の教授に就任、電気工学科を創設。
- 1912年（明治45年）5月 - 京都帝国大学理工科大学の学長（現在の学部長）に就任。
- 1914年（大正3年）7月 - 京都帝国大学の理工科大学が理科大学と工科大学に分離され、京都帝国大学工科大学教授となる。
- 1919年（大正8年）1月 - 第7代電気学会会長となる[2]。
- 1920年（大正9年）12月22日 - 死去[3]。京都大学名誉教授となる[1]。
上記のほか、東京大学助教授を勤めた。

## 家族
長男の難波幸一は九州帝国大学電気工学科卒、同大学名誉教授、次男の難波勝二は京都帝国大学法学部卒業後、横浜正金銀行を経て東洋大学名誉教授、五男の難波捷吾は国際電気通信技師、次女・春江の夫は住友原子力工業取締役・高州紀雄、三女・環の夫は京福電気鉄道専務・石川敬介（同社会長石川芳次郎長男）。

## 栄典・授章・授賞
位階
- 1886年（明治19年）7月8日 - 正七位[6]
- 1910年（明治43年）6月11日 - 従四位[7]
- 1915年（大正4年）7月20日 - 正四位[8]
- 1920年（大正9年）12月21日 - 従三位[9]

勲章等
- 1903年（明治36年）12月26日 - 勲五等瑞宝章[10]
- 1915年（大正4年）11月10日 - 大礼記念章[11]
- 1916年（大正5年）4月28日 - 勲一等瑞宝章[12]